# مانگائوکا
مانگائوکا (به لاتین: Mangaoka) یک منطقهٔ مسکونی در ماداگاسکار است که در آنتسینانا دوم واقع شده‌است. مانگائوکا ۳۴ متر بالاتر از سطح دریا واقع شده‌است.